# Эфрос, Виктор Валентинович
Виктор Валентинович Эфрос (1930—2018) — российский учёный, конструктор двигателей внутреннего сгорания, лауреат Государственной премии СССР.

## Биография
Родился 27 июня 1930 года в Москве в семье инженера Валентина Матвеевича Эфроса (1906—?), впоследствии сотрудника Центрального института авиамоторостроения (ЦИАМ). Во время Великой Отечественной войны эвакуирован с родителями в Свердловск, где окончил среднюю школу. В 1954 г. окончил с отличием МВТУ им. Н. Э. Баумана по специальности «Двигатели внутреннего сгорания» и направлен на Владимирский тракторный завод. Работал в должностях от инженера-экспериментатора до главного конструктора.
Тема разработок — создание дизелей с воздушным охлаждением, двигателей малого литража.
В 1964 г. защитил кандидатскую, в 1979 г. — докторскую диссертацию (Развитие научных основ конструирования тракторных дизелей с воздушным охлаждением : диссертация ... доктора технических наук : 05.04.02. - Владимир, 1977. - 458 с.).
В 1983—1986 гг. директор Научно-исследовательского и конструкторско-технологического института тракторных и комбайновых двигателей (НИКТИД, г. Владимир).
С 1965 г. по совместительству, с 1986 г. штатно преподавал и вёл научную работу во Владимирском политехническом институте (позднее ВлГУ): старший преподаватель, доцент, профессор, заведующий кафедрой «Двигатели внутреннего сгорания» (1986—2007), с 2007 профессор кафедры.
Соавтор учебных пособий:
- Охлаждение и смазывание двухтактных бензиновых двигателей внутреннего сгорания : Учеб. пособие : [Для вузов по специальности «Двигатели внутреннего сгорания»] / В. В. Эфрос, В. В. Панов, В. В. Белов; Владимир. гос. ун-т. — Владимир : Владимир. гос. ун-т, 1997. — 70 с. : ил.; 21 см; ISBN 5-89368-029-4 :
- Двухтактные бензиновые двигатели внутреннего сгорания [Текст] : Учеб. пособие для студентов вузов, обучающихся по спец. «Двигатели внутр. сгорания» / В. В. Эфрос, В. В. Панов, В. В. Белов; М-во общ. и проф. образования РФ. Владим. гос. ун-т. — Владимир, 1998. — 260 с. : ил.; 20 см; ISBN 5-89368-079-0
- Подготовка и защита квалификационных работ по специальности «Двигатели внутреннего сгорания» : учеб. пособие / С. Г. Драгомиров, В. В. Эфрос ; М-во образования Рос. Федерации, Владим. гос. ун-т. — Владимир : Владим. гос. ун-т, 2004. — 77, [1] с. : ил., табл.; 20 см; ISBN 5-89368-458-3 :
- Расчет циклов поршневых двигателей : Учеб. пособие / А. А. Гаврилов, М. С. Игнатов, В. В. Эфрос; М-во образования Рос. Федерации, Владимир. гос. ун-т. - Владимир : ВлГУ, 2003. - 122 с. : ил.; 20 см.; ISBN 5893683927

Лауреат Государственной премии СССР (1977) — за создание конструкций семейства дизелей с воздушным охлаждением и организацию их массового производства. Заслуженный деятель науки и техники РСФСР (1991), почётный машиностроитель России. Награждён двумя орденами Трудового Красного Знамени (1971, 1977), орденом Почета (2000), медалями «Ветеран труда» (1982) и «За доблестный труд» (1970), золотыми медалями ВДНХ (1960, 1973).
Умер 12 декабря 2018 года.